# 2021년 5월
| 2021년: 1월 · 2월 · 3월 · 4월 · 5월 · 6월 · 7월 · 8월 · 9월 · 10월 · 11월 · 12월 |

| \| 2021년 5월 1일 (토요일) \| \| 편집 \| |  |      |
| 보건 - 코로나19 범유행 - 대한민국의 0시 기준 누적 확진자 수가 122,634명으로 집계되었다. 전날 0시 대비 627명(국내 593, 해외유입 34)이 늘었다. |  |      |
| 2021년 5월 1일 (토요일) |  | 편집 |

| 2021년 5월 1일 (토요일) |  | 편집 |

| \| 2021년 5월 2일 (일요일) \| \| 편집 \| |  |      |
| 보건 - 코로나19 범유행 - 대한민국의 0시 기준 누적 확진자 수가 123,240명으로 집계되었다. 전날 0시 대비 606명(국내 585, 해외유입 21)이 늘었다. |  |      |
| 2021년 5월 2일 (일요일) |  | 편집 |

| 2021년 5월 2일 (일요일) |  | 편집 |

| \| 2021년 5월 3일 (월요일) \| \| 편집 \| |  |      |
| 경제와 비즈니스 - 대한민국의 주식 시장인 한국거래소 유가증권시장과 코스닥 시장의 공매도 거래가 부분 재개되었다. 지난 2020년 3월 감염증 유행과 관련하여 공매도가 금지된 이후 1년 2개월 여 만이다. 금융 당국은 무차입 공매도 등의 불법 행위에 대하여 주문 금액에 해당하는 과징금, 또는 1년 이상의 유기 징역에 처하는 등 처벌 조항이 강화되었다고 설명하였다. 법과 범죄 - 독일 경찰 당국이 회원수 400,000명 이상의 다크 웹 세계 최대 아동 포르노 네트워크를 폐쇄하였다. 당국은 독일 국적 운영진 2명과 이용자 1명을 체포하고, 파라과이의 다른 운영진 1명을 체포·압송 중이라고 밝혔다. 보건 - 코로나19 범유행 - 대한민국의 0시 기준 누적 확진자 수가 123,728명으로 집계되었다. 전날 0시 대비 488명(국내 465, 해외유입 23)이 늘었다. 사고 - 멕시코에서 멕시코시티 지하철의 고가철로가 붕괴되는 사고가 발생하였다. 이 사고로 최소 25명이 숨지고 70명 이상이 부상을 입었다. → 멕시코시티 지하철 고가교 붕괴 사고 스포츠 - 마크 셸비(Mark Selby)가 2021년도 세계 스누커 선수권 대회에서 우승하였다. 셸비는 18:15로 숀 머피를 꺾고, 우승컵을 들어올렸다. |  |      |
| 2021년 5월 3일 (월요일) |  | 편집 |

| 2021년 5월 3일 (월요일) |  | 편집 |

| \| 2021년 5월 4일 (화요일) \| \| 편집 \| |  |      |
| 과학과 기술 - 중화인민공화국의 로켓인 창정 5B가 통제를 잃고 추락 중이며, 오는 5월 8일 경 지구 대기에 진입할 것으로 알려졌다. 해당 로켓은 우주정거장 건설을 위한 모듈을 싣고 지난 달인 4월 29일 원창 위성발사센터에서 발사된 로켓이다. 국제 관계 - 영국 런던에서 G7 외교장관회의가 열렸다. 감염증과 관련하여 대면 회의로 열리는 것은 2년 만이다. G7 외에 대한민국, 남아프리카공화국, 인도, 아세안(ASEAN) 의장국인 브루나이 등이 초청되었다. 보건 - 코로나19 범유행 - 대한민국의 0시 기준 누적 확진자 수가 124,269명으로 집계되었다. 전날 0시 대비 541명(국내 514, 해외유입 27)이 늘었다. |  |      |
| 2021년 5월 4일 (화요일) |  | 편집 |

| 2021년 5월 4일 (화요일) |  | 편집 |

| \| 2021년 5월 5일 (수요일) \| \| 편집 \| |  |      |
| 과학과 기술 - 미국의 항공우주기업인 스페이스X가 스타십 시제품(SN15) 시험 비행에 성공하였다. 스페이스X는 이번 시험에서 스타십 기체를 고도 10km까지 상승시킨 이후, 다시 지상에 착륙시키는데 성공하였다. 앞서 네 차례 시험 모델(SN8, SN9, SN10, SN11)은 착륙 도중 폭발 사고가 발생했었다. 보건 - 코로나19 범유행 - 대한민국의 0시 기준 누적 확진자 수가 124,945명으로 집계되었다. 전날 0시 대비 676명(국내 651, 해외유입 25)이 늘었다. |  |      |
| 2021년 5월 5일 (수요일) |  | 편집 |

| 2021년 5월 5일 (수요일) |  | 편집 |

| \| 2021년 5월 6일 (목요일) \| \| 편집 \| |  |      |
| 무력 충돌과 공격 - 브라질 리우데자네이루에서 경찰과 마약 판매조직 간의 총격전이 벌어져 경찰 1명, 마약 판매 조직원 24명 등 최소 25명이 숨졌다. 문화와 예술 - 일본의 만화가 미우라 켄타로가 숨졌다. 1989년 연재를 시작한 작가의 대표작 베르세르크는 완결을 짓지 못한채 남겨졌다. 법과 범죄 - 홍콩 사법당국이 1989년 톈안먼 사건 불법 추모 집회 참여 혐의와 관련하여 조슈아 웡에 징역 10개월을 선고하였다. - 웡은 지난해 다른 불법 집회 혐의로 2건으로 2020년 12월에 징역 13개월 15일, 2021년 3월에 징역 4개월을 각각 선고받아 복역 중이었다. 홍콩 당국은 2020년 당시 감염증 유행과 관련하여 1990년부터 빅토리아 공원에서 매년 열린 추모 집회를 31년 만에 불허하였으나, 6월 4일 약 2만여 명의 시민이 운집했었다. - 웡이 선고 전 유죄를 인정하고, 이에 따라 15개월에서 10개월로 감형된 것으로 알려졌다. 보건 - 코로나19 범유행 - 대한민국의 0시 기준 누적 확진자 수가 125,519명으로 집계되었다. 전날 0시 대비 574명(국내 562, 해외유입 12)이 늘었다. - 인도의 확진자 수가 전날 38만여 명에 이어, 하루 사이 41만여 명 늘며 하루 확진자 수 증가로는 세계 최다 기록을 다시 썼다. 확진자 급증과 함께 변이 바이러스에 대한 우려가 커졌다. |  |      |
| 2021년 5월 6일 (목요일) |  | 편집 |

| 2021년 5월 6일 (목요일) |  | 편집 |

| \| 2021년 5월 7일 (금요일) \| \| 편집 \| |  |      |
| 보건 - 코로나19 범유행 - 대한민국의 0시 기준 누적 확진자 수가 126,044명으로 집계되었다. 전날 0시 대비 525명(국내 509, 해외유입 16)이 늘었다. |  |      |
| 2021년 5월 7일 (금요일) |  | 편집 |

| 2021년 5월 7일 (금요일) |  | 편집 |

| \| 2021년 5월 8일 (토요일) \| \| 편집 \| |  |      |
| 보건 - 코로나19 범유행 - 대한민국의 0시 기준 누적 확진자 수가 126,745명으로 집계되었다. 전날 0시 대비 701명(국내 672, 해외유입 29)이 늘었다. - 파키스탄 당국이 라마단 종료를 축하하는 휴일 이드 알피트르를 앞두고, 8일부터 16일까지 비필수 사업장 및 관광지 등에 대해 부분적 봉쇄 조치를 취한다고 밝혔다. 정치와 선거 - 대한민국의 정치인 이한동이 숨졌다. - 이한동은 6선 국회의원으로 제11·12·13·14·15·16대 국회의원, 제33대 국무총리를 역임하였다. - 2000년 6월 23일 제16대 국회가 인사청문회법(법률 제6271호)을 제정함에 따라, 당시 이한동 국무총리 서리는 2000년 6월 26일과 27일 양일간 대한민국 헌정사상 첫 국회 인사청문회를 거쳤다. 그리고 같은 달 29일 임명동의안이 가결[찬성률 51.10%(재적 272명, 찬성 139, 반대 130, 기권 2, 무효 1)], 국무총리에 임명되었었다. |  |      |
| 2021년 5월 8일 (토요일) |  | 편집 |

| 2021년 5월 8일 (토요일) |  | 편집 |

| \| 2021년 5월 9일 (일요일) \| \| 편집 \| |  |      |
| 과학과 기술 - 중화인민공화국의 창정 5B 로켓 잔해가 대기권 진입 중 대부분 소멸하고, 일부 잔해가 몰디브 인근 인도양 해상에 떨어진 것으로 알려졌다. 해당 로켓은 지난 5월 4일 통제를 잃고 추락 중이라고 알려졌다. 보건 - 코로나19 범유행 - 대한민국의 0시 기준 누적 확진자 수가 127,309명으로 집계되었다. 전날 0시 대비 564명(국내 522, 해외유입 42)이 늘었다. |  |      |
| 2021년 5월 9일 (일요일) |  | 편집 |

| 2021년 5월 9일 (일요일) |  | 편집 |

| \| 2021년 5월 10일 (월요일) \| \| 편집 \| |  |      |
| 보건 - 코로나19 범유행 - 대한민국의 0시 기준 누적 확진자 수가 127,772명으로 집계되었다. 전날 0시 대비 463명(국내 436, 해외유입 27)이 늘었다. |  |      |
| 2021년 5월 10일 (월요일) |  | 편집 |

| 2021년 5월 10일 (월요일) |  | 편집 |

| \| 2021년 5월 11일 (화요일) \| \| 편집 \| |  |      |
| 무력 충돌과 공격 - 2021년 이스라엘-팔레스타인 위기: 알아크사 모스크에서 시위대와 이스라엘 경찰 사이이 충돌한 이후, 이스라엘 군과 팔레스타인 저항 단체인 하마스가 서로 로켓포를 날리며 충돌이 격화하였다. 이로 인하여 양측에서 최소 29명 이상이 숨졌다. 법과 범죄 - 러시아 타타르스탄 공화국 수도인 카잔의 한 학교에서 총기 난사 사건이 발생, 최소 9명이 숨지고 21명이 부상을 입었다. 보건 - 코로나19 범유행 - 대한민국의 0시 기준 누적 확진자 수가 128,283명으로 집계되었다. 전날 0시 대비 511명(국내 483, 해외유입 28)이 늘었다. 스포츠 - 프리미어리그 2020-21: 맨체스터 유나이티드 FC(맨유)가 레스터 시티 FC에 패배하면서, 맨체스터 시티 FC(맨시티)의 우승이 확정되었다. - 맨시티의 통산 7 번째 프리미어리그 우승(EPL이 출범한 1992-93 시즌 이후 5번째 우승)이다. - 펩 과르디올라 감독의 맨시티 부임이후 세 번째 우승이다. 2016년 지휘봉을 잡은 과르디올라 감독은 앞서 2017-2018 시즌 2018-2019 시즌에 우승했다. 1부리그에서 부임 5년 만에 세 차례 이상의 우승은 케니 달글리시(1985-1986 시즌, 1987-1988 시즌, 1989-1990 시즌) 감독 이후 처음이다. |  |      |
| 2021년 5월 11일 (화요일) |  | 편집 |

| 2021년 5월 11일 (화요일) |  | 편집 |

| \| 2021년 5월 12일 (수요일) \| \| 편집 \| |  |      |
| 경제와 비즈니스 - 일론 머스크가 트위터를 통해 테슬라의 비트코인 결제를 보류한다고 발표하였다. 머스크는 채굴에 따르는 화석 연료 사용 증가와 이에 따르는 환경 영향 등을 이유로 들었다. 이후 비트코인을 비롯한 가상 화폐들은 급락하였으며, 테슬라의 주가도 하락세를 보였다. 가상 화폐 투자자들은 주가조작과 같은 시세 조종이라며 반발하였다. 문화와 예술 - 엘런 드제너러스가 진행하는 엘런 드제너러스 쇼(엘런쇼)가 19시즌을 끝으로 2022년 봄 종영할 것으로 알려졌다. 미국 방송사 NBC의 유명 토크 쇼인 엘런쇼는 지난 2003년 9월 방영을 시작한 프로그램으로 지난 달인 2021년 4월 방영 횟수 3,000회를 넘겼다. 법과 범죄 - 미국 최대 송유관 운영 업체인 콜로니얼 파이프라인(Colonial Pipeline)이 운영을 재개하였다. - 콜로니얼은 해커 집단 다크사이드(DarkSide)의 랜섬웨어 공격을 받고, 이에 500만달러(한화 약 56억 4000만원) 상당의 암호화폐를 지불하고 복구할 수 있는 복호화 프로그램을 넘겨받아 복구에 나선 것으로 알려졌다. 운영은 재개하였으나, 정상화까지는 적지 않은 시간이 소요될 것으로 전망되었다. - 앞서 5월 9일에는 송유관 운영 중단에 따라 파이프라인을 지나는 17개주와 워싱턴 D.C.에 비상사태가 선포되기도 하였다. 해당 업체는 남부의 텍사스주에서 동북부 뉴저지주에 이르는 약 8800km(5500마일) 길이의 2개로 구성된 송유관을 운영 중으로, 미국 동부 지역의 연료 약 45%를 공급한다. 보건 - 코로나19 범유행 - 대한민국의 0시 기준 누적 확진자 수가 128,918명으로 집계되었다. 전날 0시 대비 635명(국내 613, 해외유입 22)이 늘었다. |  |      |
| 2021년 5월 12일 (수요일) |  | 편집 |

| 2021년 5월 12일 (수요일) |  | 편집 |

| \| 2021년 5월 13일 (목요일) \| \| 편집 \| |  |      |
| 보건 - 코로나19 범유행 - 대한민국의 0시 기준 누적 확진자 수가 129,633명으로 집계되었다. 전날 0시 대비 715명(국내 692, 해외유입 23)이 늘었다. |  |      |
| 2021년 5월 13일 (목요일) |  | 편집 |

| 2021년 5월 13일 (목요일) |  | 편집 |

| \| 2021년 5월 14일 (금요일) \| \| 편집 \| |  |      |
| 보건 - 코로나19 범유행 - 대한민국의 0시 기준 누적 확진자 수가 130,380명으로 집계되었다. 전날 0시 대비 747명(국내 729, 해외유입 18)이 늘었다. |  |      |
| 2021년 5월 14일 (금요일) |  | 편집 |

| 2021년 5월 14일 (금요일) |  | 편집 |

| \| 2021년 5월 15일 (토요일) \| \| 편집 \| |  |      |
| 과학과 기술 - 중화인민공화국의 우주 당국인 중국국가항천국이 자국의 화상 탐사선 톈원 1호가 유토피아 평원(Utopia Planitia)에 착륙했다고 밝혔다. 화성 착륙은 미국과 러시아에 이어 세계에서 세 번째이다. 화성 착륙에 대하여 시진핑 주석은 '기념비적인 진전'으로 평하였다. 보건 - 코로나19 범유행 - 대한민국의 0시 기준 누적 확진자 수가 131,061명으로 집계되었다. 전날 0시 대비 681명(국내 661, 해외유입 20)이 늘었다. - 키르기스스탄의 누적 확진자 수가 100,000명을 넘어섰다. 사회 - 2020년 중화인민공화국의 한 해 신생아 수가 약 1,200만명으로 집계되었다. 이는 1961년 대약진운동 이후 60년 만에 최저 수준으로 떨어진 것이다. - 총인구는 14억 1,177만 명으로, 2010년 조사(약 13억 3,000만 명)보다 약 7,000만 명이 늘었으나, 신생아 수는 해마다 감소 중으로 집계되었다. 16~59세 노동 인구는 2010년 대비 4,000만 명이 감소하였으며, 60세 이상 노령화 인구 비중은 2000년 10%에서 18.7%로 늘었다. - 관련 UN 보고서는 당초 2027년경 인도의 인구 수가 중화인민공화국의 인구 수를 앞지를 것으로 전망했으나, 이보다 이른 2023년 무렵이면 양국의 인구 수가 역전될 것이라는 예측이 나왔다. |  |      |
| 2021년 5월 15일 (토요일) |  | 편집 |

| 2021년 5월 15일 (토요일) |  | 편집 |

| \| 2021년 5월 16일 (일요일) \| \| 편집 \| |  |      |
| 보건 - 코로나19 범유행 - 대한민국의 0시 기준 누적 확진자 수가 131,671명으로 집계되었다. 전날 0시 대비 610명(국내 572, 해외유입 38)이 늘었다. - 타이완의 일 확진자 수가 200명이 넘는 207명으로 집계, 누적 확진자 수는 1,682명으로 집계되었다. 전날 185명 증가로 세 자리를 넘어선데 이어 급증세를 보이고 있다. - 태국의 누적 확진자 수가 100,000명을 넘어섰다. |  |      |
| 2021년 5월 16일 (일요일) |  | 편집 |

| 2021년 5월 16일 (일요일) |  | 편집 |

| \| 2021년 5월 17일 (월요일) \| \| 편집 \| |  |      |
| 보건 - 코로나19 범유행 - 대한민국의 0시 기준 누적 확진자 수가 132,290명으로 집계되었다. 전날 0시 대비 619명(국내 597, 해외유입 22)이 늘었다. - 미국의 코로나19 범유행 - 미국의 조 바이든 대통령은 백악관 연설에서 미국 50개 주에서 처음으로 확진자 수가 감소세를 보였으며, 사망자 수는 4월 이후 최저 수준으로 81% 감소했다고 발표하였다. 미국의 현재 코로나19 백신 성인 1차 접종률은 60%에 근접하였으며, 2차 접종률은 약 34%이다. - 바이든 대통령은 6월 말(약 6주)까지 보건 당국이 승인한 백신 2,000만 회 접종분을 해외로 보낼 것이라고 밝혔다. 이는 지난 4월 26일 발표된 아스트라제네카 백신 6,000만 회분 해외 공급과는 별도 물량이다. 재해 - 인도 서부 구자라트주에 사이클론 타우크태(Tauktae)가 상륙하였다. 사이클론의 영향으로 최소 27명이 숨지고, 100명이 실종되었다. |  |      |
| 2021년 5월 17일 (월요일) |  | 편집 |

| 2021년 5월 17일 (월요일) |  | 편집 |

| \| 2021년 5월 18일 (화요일) \| \| 편집 \| |  |      |
| 국제 관계 - 미국 해군 당국이 알레이버크급 구축함 커티스 윌버(USS Curtis Wilbur)가 타이완 해협을 통과했다고 밝혔다. 국제법상 항행의 자유(Freedom of navigation)와 관련된 통상적 이동이라고 밝혔다. 이에 대하여 중화인민공화국의 인민해방군 동부전구 대변인은 평화 안정을 해치는 행위라며 반발하였다. 보건 - 코로나19 범유행 - 대한민국의 0시 기준 누적 확진자 수가 132,818명으로 집계되었다. 전날 0시 대비 528명(국내 506, 해외유입 22)이 늘었다. - 타이완의 타이베이시, 신베이시가 확진자 증가와 관련하여 오는 5월 28일까지 초, 중, 고교의 폐쇄를 결정하였다. |  |      |
| 2021년 5월 18일 (화요일) |  | 편집 |

| 2021년 5월 18일 (화요일) |  | 편집 |

| \| 2021년 5월 19일 (수요일) \| \| 편집 \| |  |      |
| 보건 - 코로나19 범유행 - 대한민국의 0시 기준 누적 확진자 수가 133,471명으로 집계되었다. 전날 0시 대비 654명(국내 637, 해외유입 17)이 늘었다. 누계가 일부 정정(-1)되었다. |  |      |
| 2021년 5월 19일 (수요일) |  | 편집 |

| 2021년 5월 19일 (수요일) |  | 편집 |

| \| 2021년 5월 20일 (목요일) \| \| 편집 \| |  |      |
| 보건 - 코로나19 범유행 - 대한민국의 0시 기준 누적 확진자 수가 134,117명으로 집계되었다. 전날 0시 대비 646명(국내 619, 해외유입 27)이 늘었다. |  |      |
| 2021년 5월 20일 (목요일) |  | 편집 |

| 2021년 5월 20일 (목요일) |  | 편집 |

| \| 2021년 5월 21일 (금요일) \| \| 편집 \| |  |      |
| 국제 관계 - 2021년 한미정상회담 - 대한민국 문재인 대통령과 미국의 조 바이든 대통령이 워싱턴 D.C. 백악관에서 정상회담을 가졌다. - 양측은 한미상호방위조약에 따른 동맹의 굳건함을 재확인하고, 1979년 설정된 한미 미사일 지침을 완전 해제하는 등 주요 회담 결과에 대한 공동성명을 발표하였다. 보건 - 코로나19 범유행 - 대한민국의 0시 기준 누적 확진자 수가 134,678명으로 집계되었다. 전날 0시 대비 561명(국내 542, 해외유입 19)이 늘었다. |  |      |
| 2021년 5월 21일 (금요일) |  | 편집 |

| 2021년 5월 21일 (금요일) |  | 편집 |

| \| 2021년 5월 22일 (토요일) \| \| 편집 \| |  |      |
| 보건 - 코로나19 범유행 - 대한민국의 0시 기준 누적 확진자 수가 135,344명으로 집계되었다. 전날 0시 대비 666명(국내 633, 해외유입 33)이 늘었다. 재해 - 중국 윈난성에서 규모 6.4의 지진, 칭하이성에서 규모 7.4의 지진이 발생하였다. - 아프리카 콩고 민주 공화국에 있는 니라공고화산 폭발로 용암이 유출되는 사고가 발생하였다. |  |      |
| 2021년 5월 22일 (토요일) |  | 편집 |

| 2021년 5월 22일 (토요일) |  | 편집 |

| \| 2021년 5월 23일 (일요일) \| \| 편집 \| |  |      |
| 국제 관계 - 라이언에어 4978편 강제착륙 사건: 그리스에서 리투아니아로 향하던 라이언에어 4978편이 벨라루스 상공을 지나던 중 당국에 의하여 민스크 국제공항에 강제 착륙하였다. 벨라루스 당국은 해당 항공기에 탑승하고 있던 벨라루스의 반체제 운동가인 로만 프로타세비치(Roman Protasevich)와 동행한 여자 친구 소피야 사페가(Sofia Sapega)를 체포하였다. 보건 - 코로나19 범유행 - 대한민국의 0시 기준 누적 확진자 수가 135,929명으로 집계되었다. 전날 0시 대비 585명(국내 570, 해외유입 15)이 늘었다. 사고 - 중국 간쑤성에서 100㎞ 산악마라톤 대회 도중 21명이 숨지는 사고가 발생되었다. 스포츠 - 미국의 골프 선수 필 미컬슨이 103회 PGA 챔피언십(2021 PGA Championship)에서 우승하였다. - 미컬슨은 51살의 나이로 우승, 역대 메이저 대회 챔피언 최고령 기록을 53년 만에 갱신하였다. 종전 기록은 1968년 PGA챔피언십에서 미국의 줄리어스 보로스(Julius Boros)가 기록한 48세 4개월이었다. - 또한 30년만에 PGA컵을 재차 들어올리는 첫 선수로 기록되었다. 미컬슨은 지난 1991년 PGA 투어 첫 우승을 한 이래, PGA투어 통산 45승, 이번 대회 포함 메이저 통산 6승을 기록하였다. |  |      |
| 2021년 5월 23일 (일요일) |  | 편집 |

| 2021년 5월 23일 (일요일) |  | 편집 |

| \| 2021년 5월 24일 (월요일) \| \| 편집 \| |  |      |
| 군사 - 말리에서 군사 쿠테타가 발생, 대통령과 국무총리 등이 구금되었다. 말리는 지난 2020년 8월에도 군사 쿠테타가 발생했었다. 보건 - 코로나19 범유행 - 대한민국의 0시 기준 누적 확진자 수가 136,467명으로 집계되었다. 전날 0시 대비 528명(국내 513, 해외유입 25)이 늘었다. - 미국 국무부가 일본 전역에 대하여 여행금지를 권고하였다. 문화와 예술 - 방탄소년단이 2021년 빌보드 뮤직 어워드 4관왕을 차지했다. 스포츠 - 2020년 하계 올림픽 - 일본 당국은 미국의 여행 금지 권고 조치에 대하여, 미국 정부의 기준을 넘어선 국가에 대한 공통적 조치로 도쿄 올림픽 개최 여부와 무관하다고 밝혔다. - 미국 올림픽 패럴림픽 위원회(USOPC)는 권고 조치가 올림픽 선수단 파견과 영향을 미치지 않는다고 밝혔다. 재해 - 5월 22일 니라공고산의 분화로 인하여, 최소 32명이 숨진 것으로 알려졌다. |  |      |
| 2021년 5월 24일 (월요일) |  | 편집 |

| 2021년 5월 24일 (월요일) |  | 편집 |

| \| 2021년 5월 25일 (화요일) \| \| 편집 \| |  |      |
| 보건 - 코로나19 범유행 - 대한민국의 0시 기준 누적 확진자 수가 136,983명으로 집계되었다. 전날 0시 대비 516명(국내 481, 해외유입 35)이 늘었다. |  |      |
| 2021년 5월 25일 (화요일) |  | 편집 |

| 2021년 5월 25일 (화요일) |  | 편집 |

| \| 2021년 5월 26일 (수요일) \| \| 편집 \| |  |      |
| 과학과 기술 - 2021년 5월 26일 월식: 대한민국에서도 관측 가능한 개기 월식이 일어났다. 보건 - 코로나19 범유행 - 대한민국의 0시 기준 누적 확진자 수가 137,682명으로 집계되었다. 전날 0시 대비 707명(국내 684, 해외유입 23)이 늘었다. 누계가 일부 정정(-8)되었다. 재해 - 충청북도 괴산군 청안면 부흥리에 있는 석회공장 인근 야산에 지름 10m, 깊이 5m 크기의 싱크홀이 발견되었다. - 이탈리아 시칠리아섬 동부 에트나산에서 화산이 분화하였다. |  |      |
| 2021년 5월 26일 (수요일) |  | 편집 |

| 2021년 5월 26일 (수요일) |  | 편집 |

| \| 2021년 5월 27일 (목요일) \| \| 편집 \| |  |      |
| 경제와 비즈니스 - 한국은행이 금융통화위원회(금통위)를 열고, 0.5% 수준인 현행 기준금리의 유지를 결정하였다. 현행 금리는 2020년 5월 28일 0.25%p 인하된 수준이다. 금통위의 이번 결정은 2021년 4월 15일에 이은 여덟 번째 유지 결정이다. - 대한민국 식품회사인 남양유업이 대주주 홍원식 회장(약 51.68%) 등 특수관계인 보유지분 약 53%를 사모펀드인 한앤컴퍼니에 매각한다고 공시하였다. - 남양유업은 2013년 제품 밀어내기 갑질 사태로 불매운동이 확산하며 주가가 계속 하락하였으며, 최근 자사 제품이 코로나19 저감 효과가 있다는 발표로 논란을 일으켜 홍 회장이 대국민 사과를 발표하기도 하였다. - 지난 1964년 창업주인 홍두영 회장에서 아들 홍원식 회장으로 이어진 소유주 경영은 57년 만에 끝나게 되었다. 보건 - 코로나19 범유행 - 대한민국의 0시 기준 누적 확진자 수가 138,311명으로 집계되었다. 전날 0시 대비 629명(국내 620, 해외유입 9)이 늘었다. |  |      |
| 2021년 5월 27일 (목요일) |  | 편집 |

| 2021년 5월 27일 (목요일) |  | 편집 |

| \| 2021년 5월 28일 (금요일) \| \| 편집 \| |  |      |
| 보건 - 코로나19 범유행 - 대한민국의 0시 기준 누적 확진자 수가 138,898명으로 집계되었다. 전날 0시 대비 587명(국내 571, 해외유입 16)이 늘었다. |  |      |
| 2021년 5월 28일 (금요일) |  | 편집 |

| 2021년 5월 28일 (금요일) |  | 편집 |

| \| 2021년 5월 29일 (토요일) \| \| 편집 \| |  |      |
| 보건 - 코로나19 범유행 - 대한민국의 0시 기준 누적 확진자 수가 139,431명으로 집계되었다. 전날 0시 대비 533명(국내 505, 해외유입 28)이 늘었다. 사고 - 울산광역시 울주군 신고리 원전 4호기에서 화재가 발생해 터빈이 정지되는 사고가 발생하였다. 스포츠 - 2020-21년 UEFA 챔피언스리그에서 첼시 FC가 우승하였다. 첼시는 1:0으로 맨체스터 시티 FC를 꺾고 9년 만에 우승컵을 들어올렸다. 첼시의 UEFA 챔피언스리그 우승은 2011-12년 시즌에서 처음으로 우승을 차지한 이래 두 번째이다. 재해 - 일본 이바라키현 미토시 동쪽 해역서 규모 5.6 지진이 발생하였다. |  |      |
| 2021년 5월 29일 (토요일) |  | 편집 |

| 2021년 5월 29일 (토요일) |  | 편집 |

| \| 2021년 5월 30일 (일요일) \| \| 편집 \| |  |      |
| 보건 - 코로나19 범유행 - 대한민국의 0시 기준 누적 확진자 수가 139,910명으로 집계되었다. 전날 0시 대비 480명(국내 464, 해외유입 16)이 늘었다. 누계가 일부 정정(-1)되었다. |  |      |
| 2021년 5월 30일 (일요일) |  | 편집 |

| 2021년 5월 30일 (일요일) |  | 편집 |

| \| 2021년 5월 31일 (월요일) \| \| 편집 \| |  |      |
| 보건 - 코로나19 범유행 - 대한민국의 0시 기준 누적 확진자 수가 140,340명으로 집계되었다. 전날 0시 대비 430명(국내 411, 해외유입 19)이 늘었다. 사회 - 중화인민공화국의 공산당 중앙정치국 회의가 산아 제한을 종래의 2명에서 3명으로 확대, 고령화 및 저출산에 대응키로 하였다. 중화인민공화국은 지난 1978년 12월 한 가정 한 자녀 정책을 도입·실시하였고, 이후 2015년 10월에는 두 자녀 정책을 도입하며 제한을 완화하였다. |  |      |
| 2021년 5월 31일 (월요일) |  | 편집 |

| 2021년 5월 31일 (월요일) |  | 편집 |

| <          | 2021년 5월 | 2021년 5월 | 2021년 5월  | 2021년 5월 | 2021년 5월 | >           |
| 일         | 월         | 화         | 수          | 목         | 금         | 토          |
|            |            |            |             |            |            | 1 3.20 기유 |
| 2 21 경술  | 3 22 신해  | 4 23 임자  | 5 24 계축   | 6 25 갑인  | 7 26 을묘  | 8 27 병진   |
| 9 28 정사  | 10 29 무오 | 11 30 기미 | 12 4.1 경신 | 13 2 신유  | 14 3 임술  | 15 4 계해   |
| 16 5 갑자  | 17 6 을축  | 18 7 병인  | 19 8 정묘   | 20 9 무진  | 21 10 기사 | 22 11 경오  |
| 23 12 신미 | 24 13 임신 | 25 14 계유 | 26 15 갑술  | 27 16 을해 | 28 17 병자 | 29 18 정축  |
| 30 19 무인 | 31 20 기묘 |            |             |            |            |             |

| - 2021년 - 4월 - 5월 - 6월 편집하기 |